# Sauris normis
Sauris normis är en fjärilsart som beskrevs av George Francis Hampson 1895. Sauris normis ingår i släktet Sauris och familjen mätare. Inga underarter finns listade.